# Granica dżibutyjsko-etiopska
Granica dżibutyjsko-etiopska to granica międzypaństwowa dzieląca terytoria Dżibuti i Etiopii, ciągnąca się na długości 349 km między trójstykiem Dżibuti – Erytrea – Etiopia w kierunku południowo-zachodnim, w pobliżu miasta Balho, aż do jeziora Abie, a następnie na wschód, aż do trójstyku Dżibuti – Etiopia – Somalia.
W latach 1862–1977 Dżibuti było posiadłością francuską: do 1967 r. jako Somali Francuskie, potem, aż do 1977 r., tj. do uzyskania przez Dżibuti niepodległości, jako Francuskie Terytorium Afarów i Isów. Ustalone przez francuskie władze kolonialne granice posiadłości rozdzielały strefy wpływów, jednak nie stanowiły przeszkody w rozwoju kontaktów ponadgranicznych, handlowych i politycznych. U schyłku XIX w. Francuzi przystąpili do budowy linii kolejowej, wiodącej z miasta Dżibuti w głąb lądu i służyć transportowi towarów, miała także umożliwienie intensywniejszą penetrację europejską. W 1901 r. uruchomiony został regularny ruch na trasie Dżibuti-Dire Daua. W kolejnych latach linia była konsekwentnie rozbudowywana i w 1917 r. połączyła Dżibuti ze stolicą Etiopii, Addis Abebą.